# Santiago Luis Copello
Santiago Luis Copello (San Isidro, 7. siječnja 1880. – Rim, 9. veljače 1967.), je bio argentinski rimokatolički kardinal i nadbiskup Buenos Airesa.

## Životopis
Santiago Luis Copello se rodio u mjestu San Isidro, Buenos Aires. Zaređen je za svećenika 28. listopada 1902. godine. Dana 8. studenog 1918. godine, Copello je imenovan pomoćnim biskupom u La Plati i naslovnim biskupom Aulona. Biskupsku posvetu primio je 30. ožujka 1919. godine. Dana 20. rujna 1932. imenovan je za nadbiskupa Buenos Airesa.
Papa Pio XI. ga je proglasio kardinalom 16. prosinca 1935. godine. Dodijeljen mu je 19. prosinca 1935. kardinalski naslov hrvatske crkve svetog Jeronima u Rimu. Postavio je u jednoj od pokrajnjih kapelica 1954. kip Majke Božje od Lujána (Nuestra Señora de Luján) iz argentinskoga marijanskog svetišta, sa svojim kardinalskim grbom.
Time je postao prvi kardinal iz Argentine i Hispanoamerike.
Copello je bio jedan od kardinala birača na konklavi 1939. godine, kada je izabran za papu Pio XII. Sudjelovao je i na konklavi 1958., kada je za papu izabran Ivan XXIII. Zbog starosti je podnio ostavku na mjesto buenosaireskog nadbiskupa, 25. ožujka 1959. Istog datuma je imenovan apostolskim kancelarom, na kojem je mjestu ostao da svoje smrti. 
Kasnije je postao kardinal svećenik crkve San Lorenzo in Damaso, 14. prosinca 1959. godine. Od 1962. do 1965. sudjelovao je na Drugom vatikanskom saboru te na konklavi 1963. godine. Za svoje geslo je imao Dođi, Gospodine Isuse (lat. Veni Domine Jesu).
Copello je umro u Rimu, u dobi od 87 godina. Pokopan je u bazilici Svetog sakramenta u Buenos Airesu.

## Stavovi
U studenom 1945. godine, on je zabranio argentinskim katolicima da podržavaju stranke i političke kandidate koji promoviraju odvajanje Crkve i države, uklanjanje religije iz javnih škola te legalizaciju civilnog razvod, na izborima u veljači 1946.

### Članci
- Bogdan, Jure. 2005. Hrvatska crkva svetog Jeronima u Rimu i njezini kardinali naslovnici. Crkva u svijetu. Sveučilište u Splitu - Katolički bogoslovni fakultet. Split. 40 (2): 187–205

## Vanjske poveznice
- (engl.) Santiago Copello na stranici Catholic-Hierarchy